# Yellow Ledbetter
Yellow Ledbetter – piosenka grungowego zespołu Pearl Jam nagrana w 1991 r. Trwa 5:04, została napisana przez Jeffa Amenta, Mike'a McCready'ego i Eddiego Veddera. Wraz z utworem Footsteps znalazła się na stronie B singla Jeremy. Nie została wydana na żadnej oficjalnej płycie zespołu. Zamieszczono ją dopiero na albumie Lost Dogs z 2003 r. wraz z innymi niepublikowanymi utworami oraz na składance największych przebojów Rearviewmirror: Greatest Hits 1991-2003. Mimo to od początku była – i pozostaje do dziś – jednym z najbardziej znanych utworów grupy i jest jedną z najczęściej wykonywanych piosenek przez Pearl Jam na koncertach. 
Piosenka Yellow Ledbetter pojawiła się w końcowej scenie odcinka The Long Blue Line (1) szóstej serii Dowodów zbrodni, jednym z odcinków Pamiętników Wampirów oraz w ostatnim odcinku serialu Przyjaciele, a także w końcówce filmu "50/50".

## Pozycje na listach przebojów, nagrody i wyróżnienia
- Na liście Rock Songs magazynu "Billboard" piosenka dotarła do miejsca 21[2], a na liście Alternative Songs do 26[3].

- W rankingu "100 Greatest Guitar Solos" magazynu "Guitar World" z 2007 r. solo Mike'a McCready'ego z utworu Yellow Ledbetter zajęło 95 miejsce[4].